# Boismé
Boismé (prononcé [bwame] ; en poitevin Boimi) est une commune du Centre-Ouest de la France située dans le département des Deux-Sèvres, en région Nouvelle-Aquitaine.
Ses habitants sont les Boisméens et les Boisméennes.

## Géographie
Boismé se situe au nord-ouest du département des Deux-Sèvres à une dizaine de kilomètres au sud de Bressuire, en plein cœur du bocage vendéen. Le sol est argileux, la roche granitique. L'altitude varie entre 226 mètres au bois Rocard et 129 mètres à la Guirère. Le relief est assez vallonné, car le plateau bocager y est entaillé par plusieurs rivières et ruisseaux : le ruisseau de Boismé, le ruisseau de Clessé, le Thouaret pour ne citer que les principaux cours d'eau de la commune. Il y a un certain nombre d'affleurements rocheux, dont les plus hauts atteignent une vingtaine de mètres.
Comme dans tout le bocage vendéen, l'argile étant un sol imperméable, il y a beaucoup de points d'eau, mares, étangs. En conséquence, historiquement, l'habitat est dispersé : le bourg compte environ 800 habitants, tandis que le reste de la population vit dans des hameaux dont le plus important est Gouttevive.
Le bourg s'étend de part et d'autre du confluent du Thouaret et du ruisseau de Boismé, jusqu'au contact de la forêt du château de Clisson mais pas au-delà, car tout le quart nord-ouest de la commune (les rives du ruisseau de Boismé) appartient au château de Clisson.

### Communes limitrophes
| Bressuire  | Bressuire                 | Chiché |
| Chanteloup | Boismé                    | Chiché |
| Chanteloup | La Chapelle-Saint-Laurent | Clessé |

### Projets d'urbanisme
- Le lotissement « Le Muscadet » (terminé) ;
- les vestiaires de la Lescure Football de Boismé (terminé) ;
- local « Foyer » pour les jeunes du village (terminé) ;
- une garderie (terminée) ;
- l'aménagement du parc (non commencé) ;
- l'aménagement de la poste actuelle (terminée) ;
- l'éco-quartier (en cours).

### Climat
Pour des articles plus généraux, voir Climat de la Nouvelle-Aquitaine et Climat des Deux-Sèvres.
Historiquement, la commune est exposée à un climat océanique du nord-ouest.  
En 2020, Météo-France publie une typologie des climats de la France métropolitaine dans laquelle la commune est exposée à un climat océanique et est dans une zone de transition entre les régions climatiques « Moyenne vallée de la Loire » et « Poitou-Charentes »0.
Pour la période 1971-2000, la température annuelle moyenne est de 11,7 °C, avec une amplitude thermique annuelle de 14,5 °C. Le cumul annuel moyen de précipitations est de 861 mm, avec 12,5 jours de précipitations en janvier et 7,1 jours en juillet. Pour la période 1991-2020, la température moyenne annuelle observée sur la station météorologique la plus proche, située sur la commune de Clessé à 7 km à vol d'oiseau, est de 11,7 °C et le cumul annuel moyen de précipitations est de 857,5 mm,. Pour l'avenir, les paramètres climatiques de la commune estimés pour 2050 selon différents scénarios d’émission de gaz à effet de serre sont consultables sur un site dédié publié par Météo-France en novembre 2022.

## Urbanisme

### Typologie
Au 1er janvier 2024, Boismé est catégorisée commune rurale à habitat dispersé, selon la nouvelle grille communale de densité à sept niveaux définie par l'Insee en 2022.
Elle est située hors unité urbaine. Par ailleurs la commune fait partie de l'aire d'attraction de Bressuire, dont elle est une commune de la couronne,. Cette aire, qui regroupe 19 communes, est catégorisée dans les aires de moins de 50 000 habitants,.

### Occupation des sols
L'occupation des sols de la commune, telle qu'elle ressort de la base de données européenne d’occupation biophysique des sols Corine Land Cover (CLC), est marquée par l'importance des territoires agricoles (94,3 % en 2018), en diminution par rapport à 1990 (95,9 %). La répartition détaillée en 2018 est la suivante : 
prairies (51,5 %), terres arables (32,1 %), zones agricoles hétérogènes (10,8 %), forêts (4,5 %), zones urbanisées (1,2 %). L'évolution de l’occupation des sols de la commune et de ses infrastructures peut être observée sur les différentes représentations cartographiques du territoire : la carte de Cassini (XVIIIe siècle), la carte d'état-major (1820-1866) et les cartes ou photos aériennes de l'IGN pour la période actuelle (1950 à aujourd'hui).

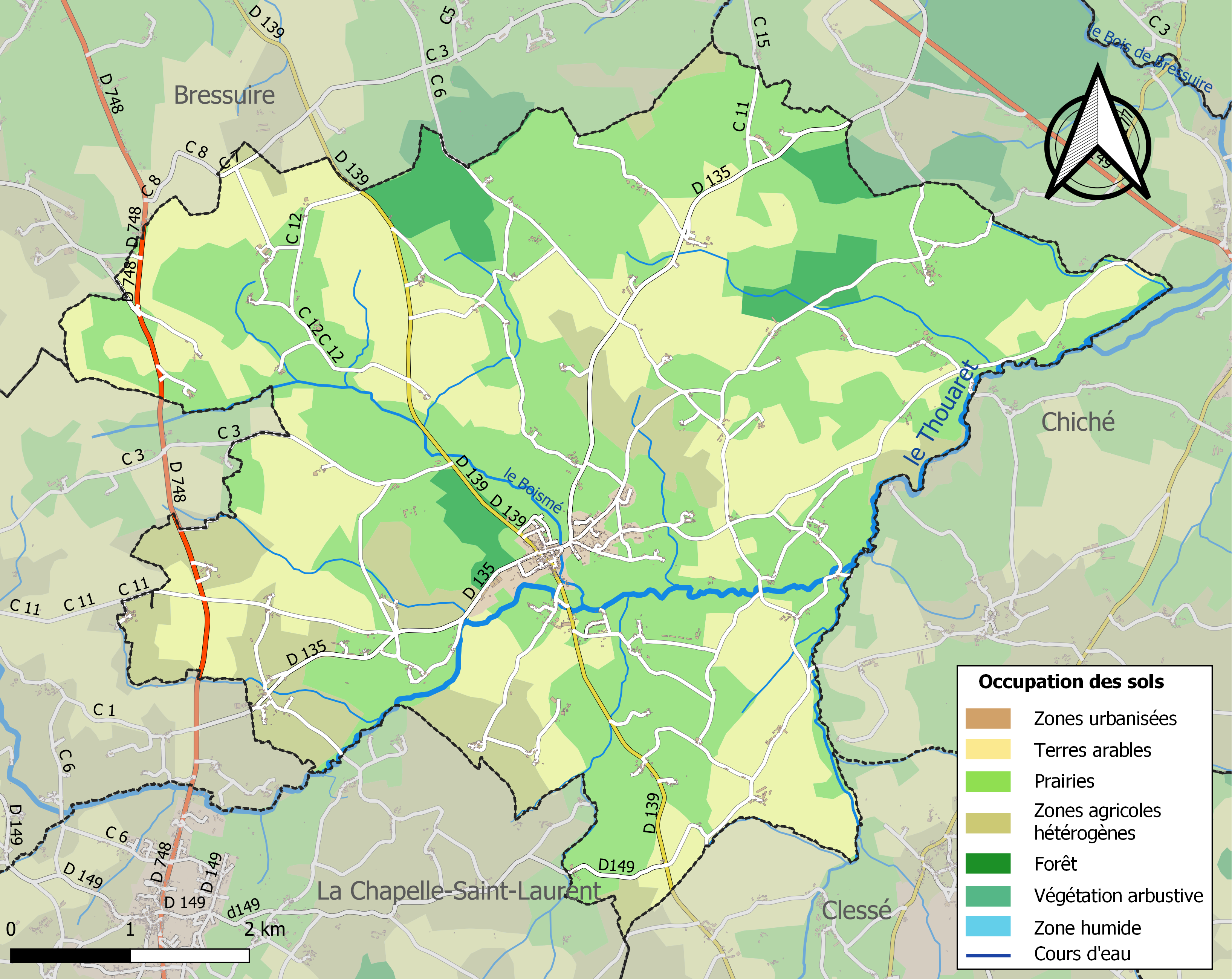
Carte des infrastructures et de l'occupation des sols de la commune en 2018 (CLC).

### Risques majeurs
Le territoire de la commune de Boismé est vulnérable à différents aléas naturels : météorologiques (tempête, orage, neige, grand froid, canicule ou sécheresse), inondations, mouvements de terrains et séisme (sismicité modérée). Il est également exposé à un risque technologique,  le transport de matières dangereuses, et à un risque particulier : le risque de radon. Un site publié par le BRGM permet d'évaluer simplement et rapidement les risques d'un bien localisé soit par son adresse soit par le numéro de sa parcelle.

#### Risques naturels
Certaines parties du territoire communal sont susceptibles d’être affectées par le risque d’inondation par débordement de cours d'eau, notamment le Thouaret. La commune a été reconnue en état de catastrophe naturelle au titre des dommages causés par les inondations et coulées de boue survenues en 1982, 1983, 1999, 2010 et 2018,.

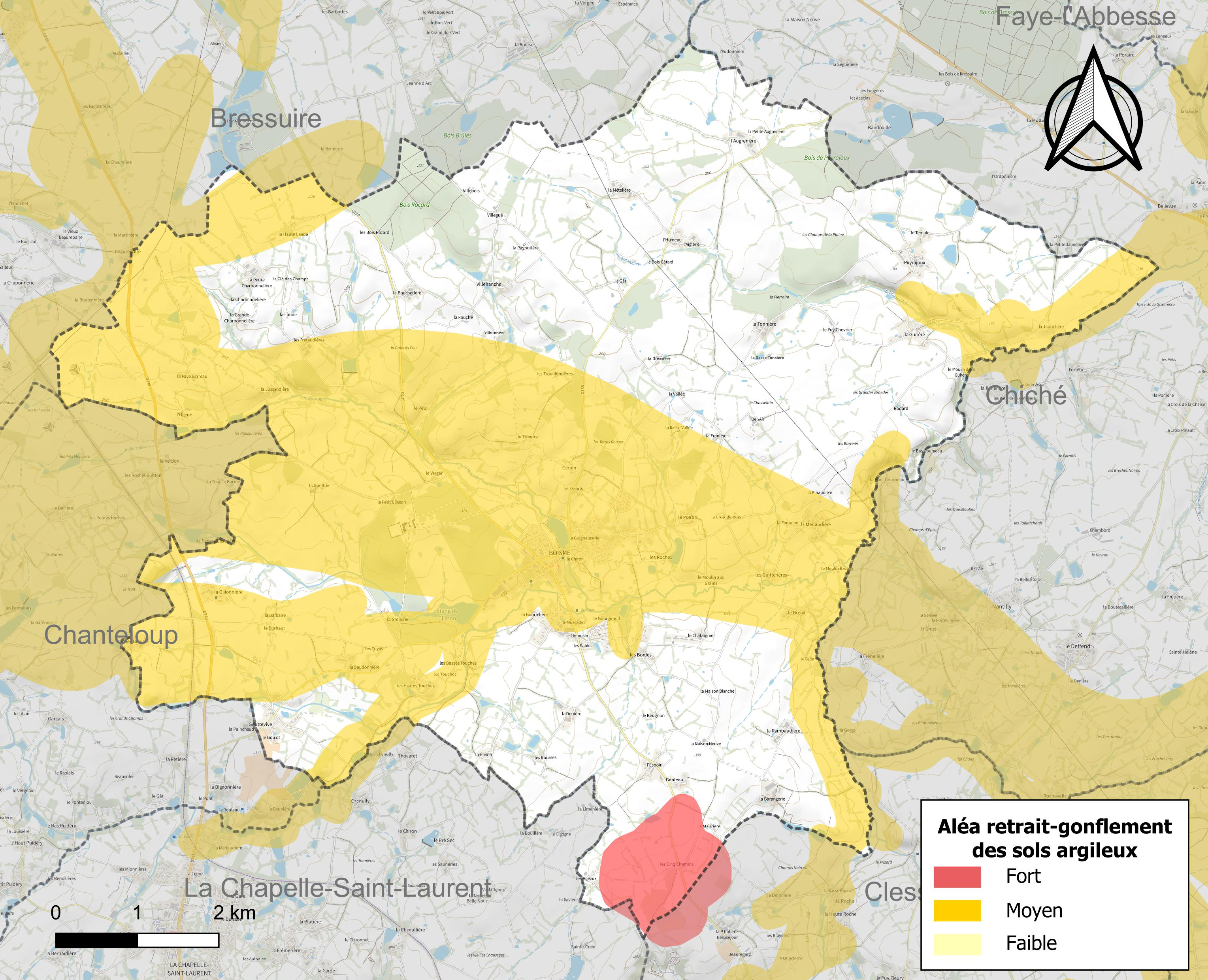
Carte des zones d'aléa retrait-gonflement des sols argileux de Boismé.

Les mouvements de terrains susceptibles de se produire sur la commune sont des tassements différentiels. Le retrait-gonflement des sols argileux est susceptible d'engendrer des dommages importants aux bâtiments en cas d’alternance de périodes de sécheresse et de pluie. 47,8 % de la superficie communale est en aléa moyen ou fort (54,9 % au niveau départemental et 48,5 % au niveau national). Depuis le 1er octobre 2020, en application de la loi ELAN, différentes contraintes s'imposent aux vendeurs, maîtres d'ouvrages ou constructeurs de biens situés dans une zone classée en aléa moyen ou fort,.
La commune a été reconnue en état de catastrophe naturelle au titre des dommages causés par la sécheresse en 1989 et par des mouvements de terrain en 1999 et 2010.

#### Risque particulier
Dans plusieurs parties du territoire national, le radon, accumulé dans certains logements ou autres locaux, peut constituer une source significative d’exposition de la population aux rayonnements ionisants. Selon la classification de 2018, la commune de Boismé est classée en zone 3, à savoir zone à potentiel radon significatif.

## Histoire

### Origine
Boismé remonte à une très haute antiquité, un titre de 1028 le désigne sous le nom de Curtis de Bomniaco. Or « Curtie » désignait toujours à cette époque un lieu habité.
D'autre part, il est fait mention d'une église, dédiée à saint Pierre, tombant déjà de vétusté. 
Différents noms apparaissent : Boisméum, Boymé, Boême, Boëmé (nom que l'on trouve sur l'ancien cadastre dit « napoléonien »).
L'église Saint-Mérault, où se trouvait le tombeau du saint personnage, subsistait encore au XVIIe siècle et le tombeau continuait à être l'objet de la vénération publique. À la fin du XIXe siècle, on pouvait voir encore quelques restes des murs de cette église dans la partie du bourg qui porte son nom.

### Révolution française et guerre de Vendée
Après la journée du 10 août 1792, Louis de Salgues de Lescure vient s'installer dans son château de Clisson à Boismé.
Les paysans des environs de Châtillon vinrent au château de Clisson, chercher Henri de la Rochejaquelein, cousin du marquis de Lescure. Le marquis de Lescure resta à Boismé tandis qu'Henri de La Rochejacquelein rentra chez lui au château de la Durbelière à Saint-Aubin-de-Baubigné. Le marquis de Lescure fut fait prisonnier par les républicains et incarcéré à Bressuire avec toute sa famille. Il fut libéré in extremis quelques jours plus tard lors de la prise de la ville par l'armée vendéenne. Dès lors il fut compté parmi les premiers chefs de cette armée, à laquelle se joignirent les paysans de son canton.
Le château de Clisson fut incendié. De cet incendie il ne resta que la chapelle (qui existe toujours) et les communs, là où le château actuel est construit.
Jacques-Louis Maupillier, combattant des guerres de Vendée vécut la fin de sa vie et mourut aux Touches à Boismé.

### XIXesiècle
L'église Saint-Pierre fut plusieurs fois reconstruite ou agrandie pour prendre son aspect définitif en avril 1905. Le cimetière était autrefois autour de l'église. Lorsque les premiers travaux de reconstruction de l'église commencèrent, le cimetière fut déplacé pour occuper l'emplacement actuel route de la Chapelle Saint-Laurent en 1883.

### Seconde Guerre mondiale
Au cours de la Seconde Guerre mondiale, les alliés ont effectué deux parachutages d'armes dans la nuit du 19 au 20 juin 1943 et dans la nuit du 20 au 21 juin 1943. Le terrain de parachutage fut le Bois Rocard. Trois et deux tonnes d'armes ont été respectivement larguées durant ces deux nuits, puis réparties à Boismé et au château de Bressuire. Le message émis par la BBC à Londres indiquant l'opération était « Le Roi dit à la Reine : Victoire ». La liste des participants à cette opération était Paul Bernard, Edouard Berteau, Jules Chausseray, Delavaux, Robert Garnier, Marcel Gingreau, Joseph Hay, Marcel Labbé, Laveix, André Marchand, Jean Rambault, Auguste Robin, Emile Touraine, Varga, Pierre Vallée.
La liste des résistants selon Jean Rambault est : Michel de Beauregard (maire), Edouard Berteau, Louis Boussion, Jules Chausseray, André Courre, Eugène Gatard, Marcel Gingreau, Joseph Marchand, Isabelle de Plinval, Jean Rambault, Joseph Ribot, Pierre Vallée, Paul Bernard, Henri Berthelot, Henri Cadu, Lucien Chauveau, Robert Garnier, Henri Gatard, Joseph Hay, Aimé Michaud, Marcelin Plisson, Suzanne Rambault, Emile Touraine, Abel Verger.
Louis Cadu, fils de Henri, participa au premier parachutage du Bois Rocard. L'adjudant-chef de gendarmerie Amblard assista efficacement les résistants de Boismé. De ses différents postes, à Bressuire et à Niort, il procura directement des caches et des faux papiers aux réfractaires du S.T.O. Ou bien, utilisant la profession de couturière de madame Amblard qui recevait parmi ses clientes des agents de liaison féminins, il informait la Résistance des actions de police en préparation.

### Depuis 1945
Le 1er janvier 1973, Boismé entre en fusion-association avec Bressuire avant de reprendre son indépendance le 15 février 1983.
Boismé a été une des premières communes à posséder une salle polyvalente en 1980.
Le plan d'eau a été creusé en 1988 et fait depuis la joie des pêcheurs et des promeneurs.

## Politique et administration

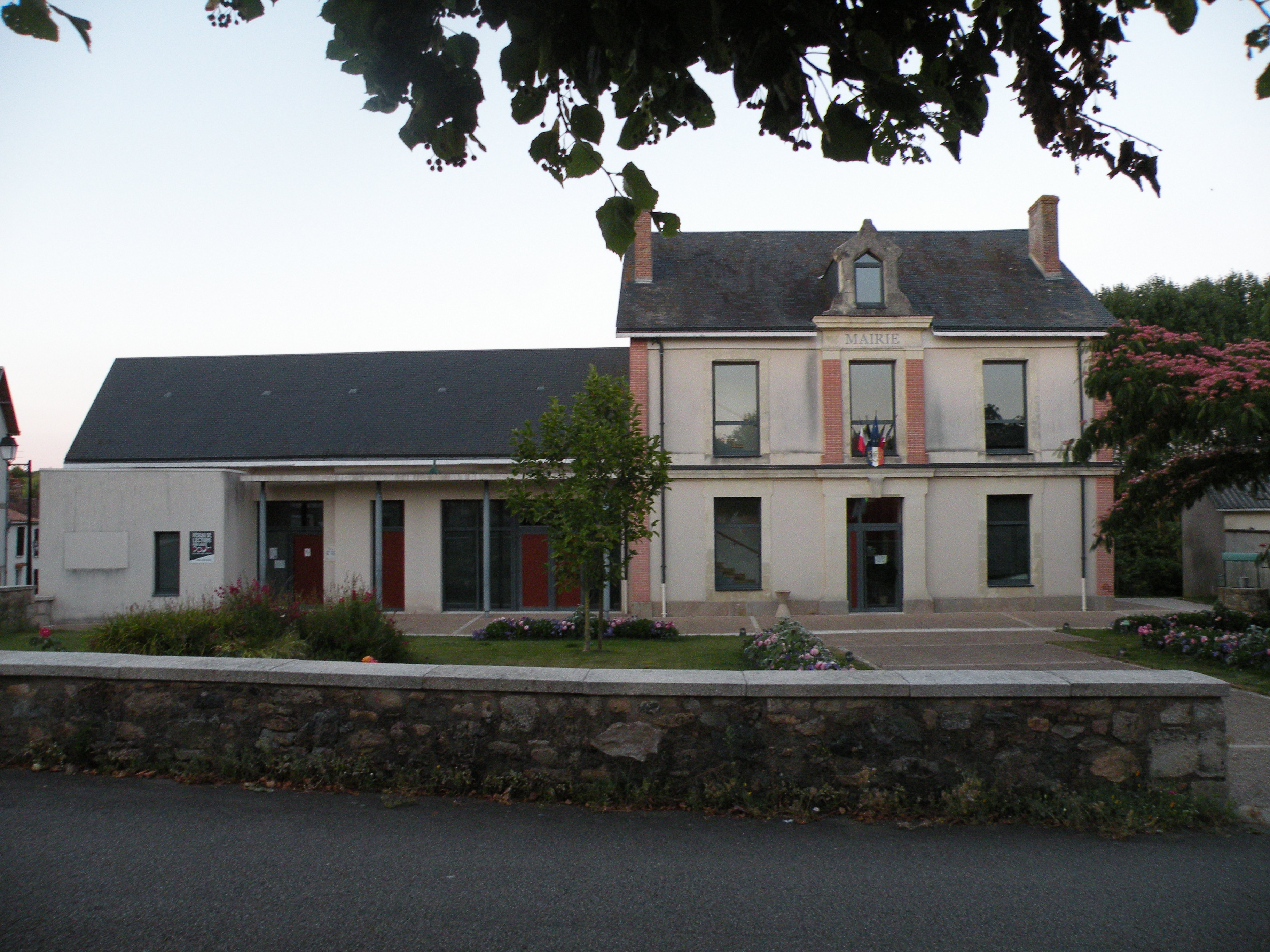
La mairie.

| Période   | Période   | Identité           | Étiquette | Qualité                  |
| --------- | --------- | ------------------ | --------- | ------------------------ |
| Mars 1977 | 1995      | Raymond Croisé     | SE        |                          |
| Juin 1995 | 2001      | Robert Moine       | SE        |                          |
| Mars 2001 | 2008      | Edmond Perochon    | SE        |                          |
| Mars 2008 | Mars 2014 | François Gingreau  | SE-DVD    | Conseiller départemental |
| mars 2014 | 2020      | Yves Morin         | DVD       | Retraité                 |
| mars 2020 | En cours  | Corinne Taillefait | SE        | Présidente C.C.A.S       |

## Population et société

### Démographie
L'évolution du nombre d'habitants est connue à travers les recensements de la population effectués dans la commune depuis 1793. Pour les communes de moins de 10 000 habitants, une enquête de recensement portant sur toute la population est réalisée tous les cinq ans, les populations de référence des années intermédiaires étant quant à elles estimées par interpolation ou extrapolation. Pour la commune, le premier recensement exhaustif entrant dans le cadre du nouveau dispositif a été réalisé en 2006.

En 2022, la commune comptait 1 175 habitants, en évolution de −2,25 % par rapport à 2016 (Deux-Sèvres : +0,18 %, France hors Mayotte : +2,11 %).
| 1793  | 1800  | 1806 | 1821  | 1831  | 1836  | 1841  | 1846  | 1851  |
| ----- | ----- | ---- | ----- | ----- | ----- | ----- | ----- | ----- |
| 1 000 | 1 027 | 718  | 1 052 | 1 152 | 1 161 | 1 184 | 1 206 | 1 169 |

| 1856  | 1861  | 1866  | 1872  | 1876  | 1881  | 1886  | 1891  | 1896  |
| ----- | ----- | ----- | ----- | ----- | ----- | ----- | ----- | ----- |
| 1 248 | 1 276 | 1 318 | 1 358 | 1 403 | 1 457 | 1 561 | 1 653 | 1 655 |

| 1901  | 1906  | 1911  | 1921  | 1926  | 1931  | 1936  | 1946  | 1954  |
| ----- | ----- | ----- | ----- | ----- | ----- | ----- | ----- | ----- |
| 1 619 | 1 594 | 1 603 | 1 506 | 1 503 | 1 376 | 1 350 | 1 300 | 1 309 |

| 1962  | 1968  | 1990  | 1999  | 2006  | 2011  | 2016  | 2021  | 2022  |
| ----- | ----- | ----- | ----- | ----- | ----- | ----- | ----- | ----- |
| 1 267 | 1 151 | 1 079 | 1 077 | 1 131 | 1 156 | 1 202 | 1 181 | 1 175 |

### Sports
La Lescure Football Boismé remporte sa première Coupe Saboureau (2007/2008) en s'imposant contre Saint-Cerbouillé (score : 1-0).

## Économie

### Agriculture
La terre argileuse du bocage étant assez lourde et acide, les terres sont utilisées pour l'élevage (bovin, ovin).

### Industrie
- Fabrication de meubles de style français en merisier et chêne[29]
- Chaudronnerie, mécanique et peinture[30]

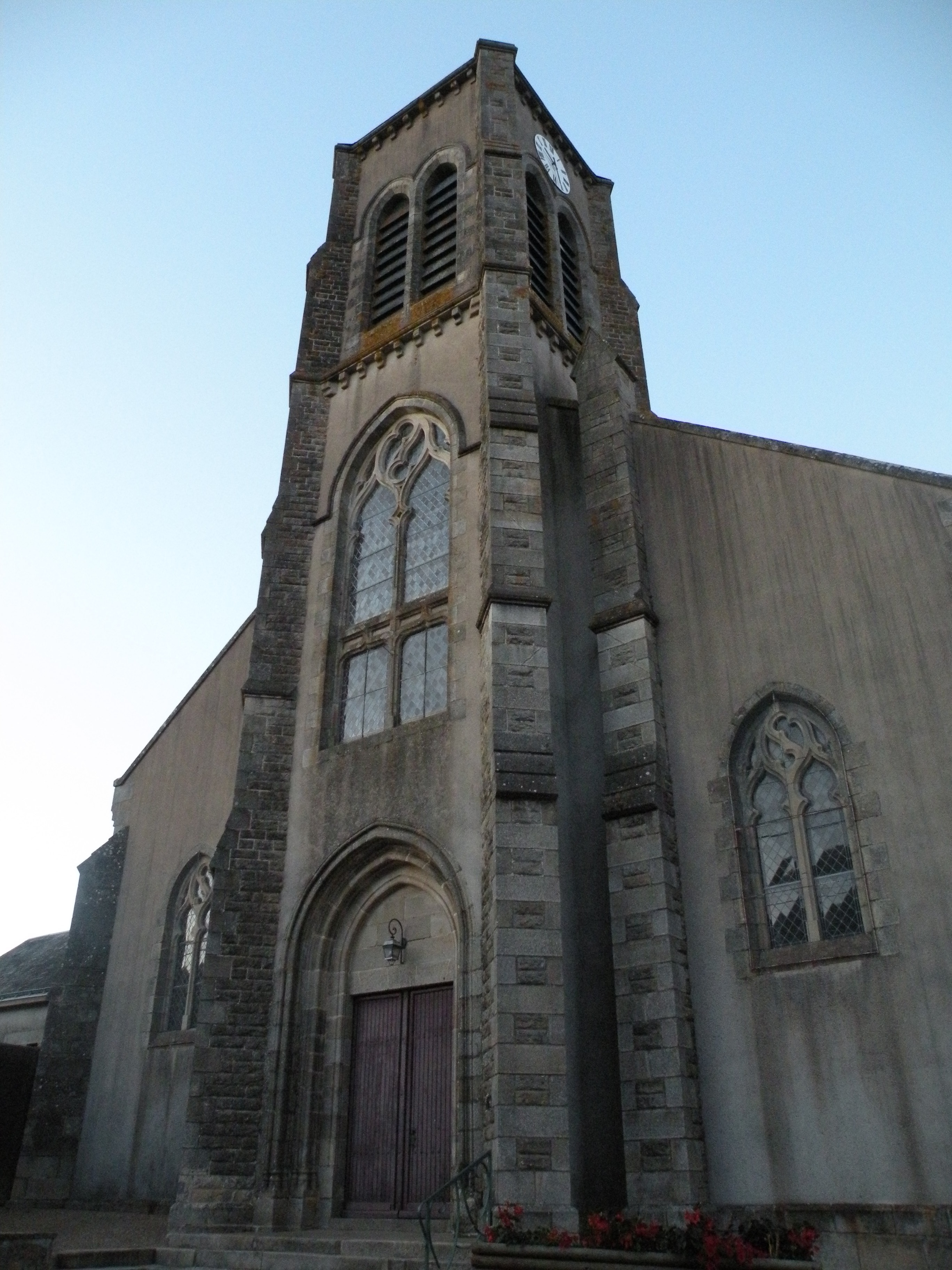
Église Saint-Pierre.

## Culture locale et patrimoine

### Lieux et monuments
- Église Saint-Pierre de Boismé. Elle est inscrite à l'Inventaire général du patrimoine culturel[31].
- Château de Clisson, entré dans l'histoire comme demeure du marquis de Lescure, héros des guerres de Vendée. Le château a été incendié lors des guerres de Vendée (hormis la chapelle). Il fut rebâti dans un style Renaissance.
- Vestiges du château du Poyron (route de Chiché), aujourd'hui devenu une ferme.
- Ferme fortifiée du Gât.
- Ferme fortifiée du Corbin.
- Ferme fortifiée de la Guirère.
- Vestiges des Moulins de la Guirère, anciens moulins à vent surplombant la rivière du Thouaret.
- Falaises granitiques (~20 m) entre les lieux-dits du Bas-Gourneau et de la Guirère, au bord de la rivière du Thouaret.
- Moulin à aubes des Guittérières sur le Thouaret.
- Base de loisir et lac au pied du Bourg, sur le ruisseau de Boismé.
- Deux anciens lavoirs, dont un où saint Mérault aurait réalisé quelques miracles.

### Personnalités liées à la commune
- Saint Mérault (VIe siècle), moine de l'abbaye d’Ension né à Boismé, qui, ayant fondé une chapelle dans son village natal, y fut vénéré par des pèlerinages
- Louis de Salgues de Lescure (1766-1793), l'un des chefs de l'armée vendéenne au cours des guerres de Vendée, propriétaire du château de Clisson
- Jacques-Louis Maupillier (1777-1857), combattant des guerres de Vendée, mort à Boismé
- Raymond Croise (1923-2004), né à Boismé, au service de la commune durant 28 ans, et maire lors de trois mandats